# سالامانکا
سالامانکا (اسپانیایی: Salamanca) یکی از شهرهای اسپانیا و مرکز استان سالامانکا است که در بخش خودمختار کاستیا و لئون قرار گرفته است. جمعیت این شهر ۱۶۰٫۳۳۱ نفر و مساحتش ۳۹ کیلومتر مربع است و دانشگاه سالامانکا را که قدیمی‌ترین دانشگاه فعال اسپانیا است در این شهر واقع شده است

## نگارخانه

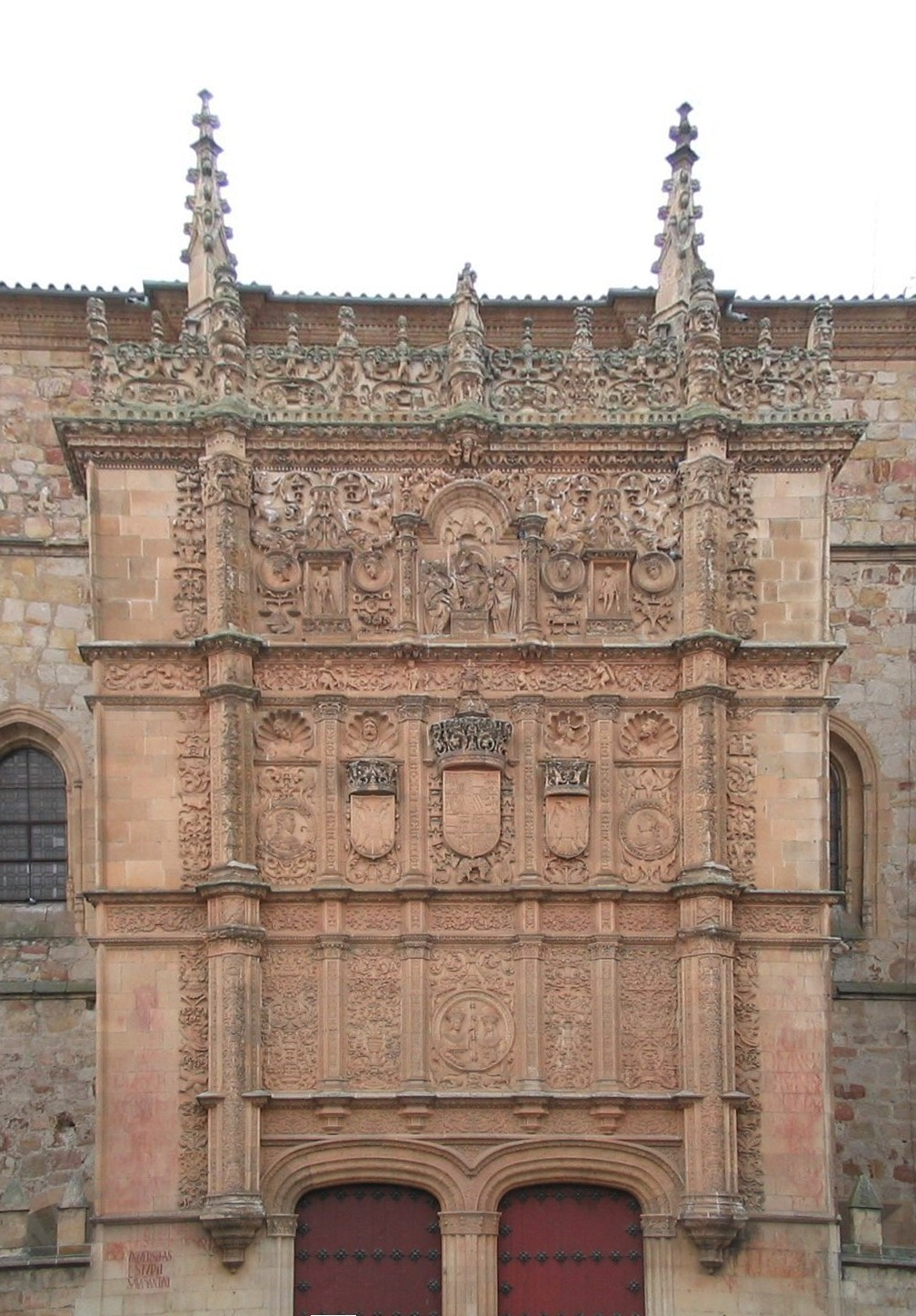
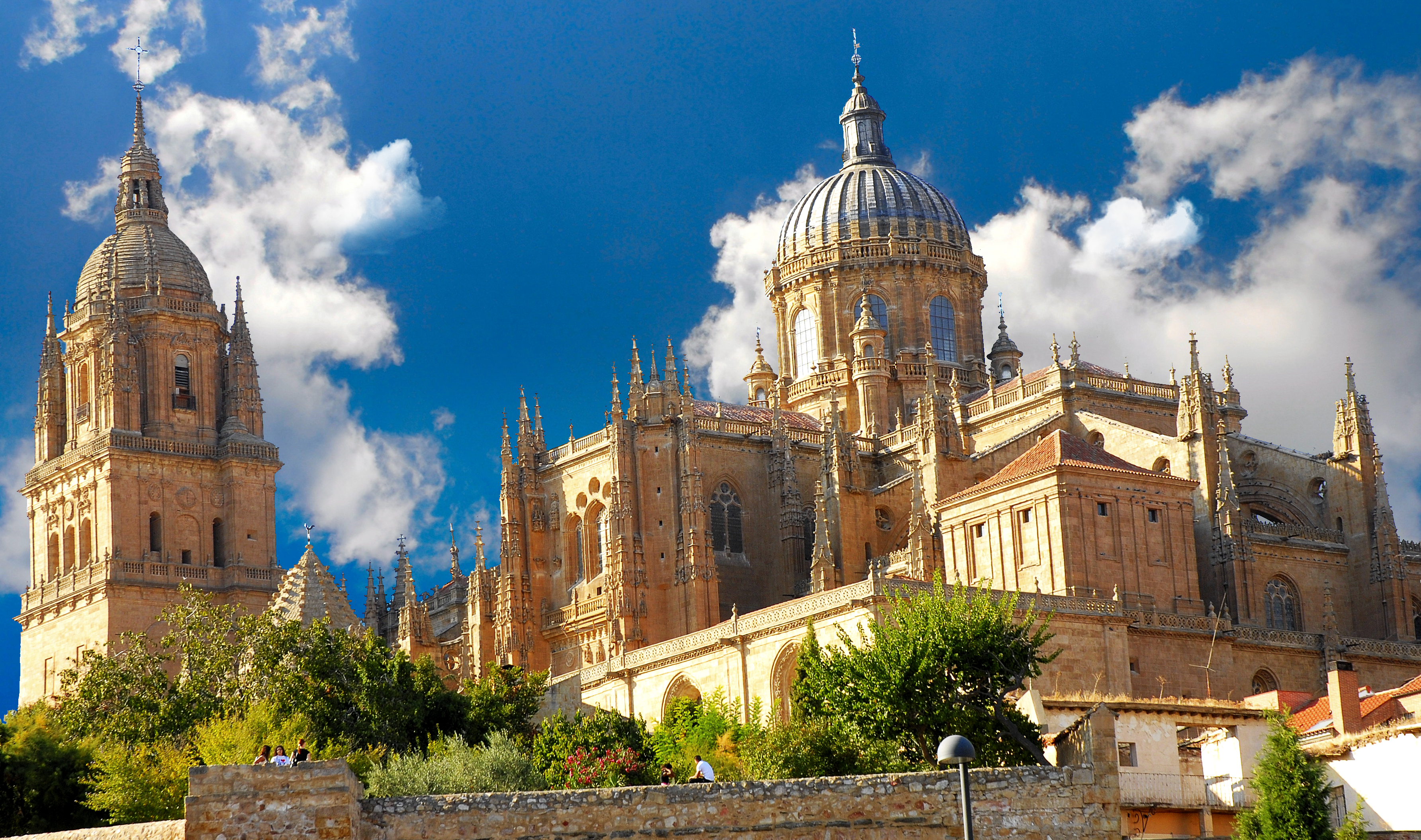
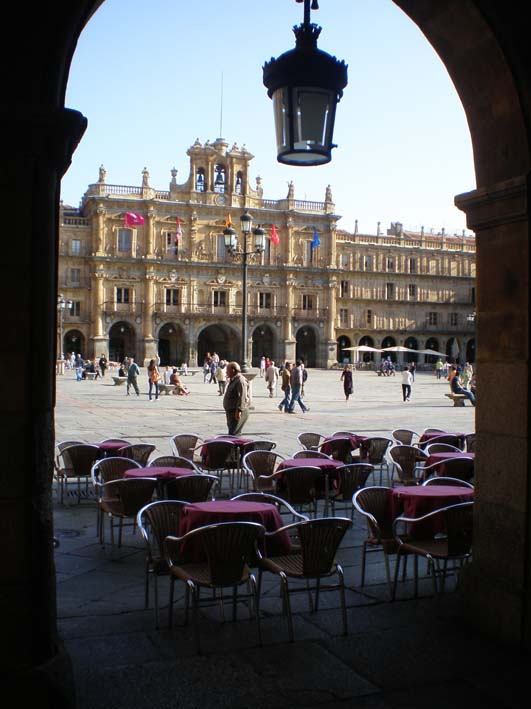
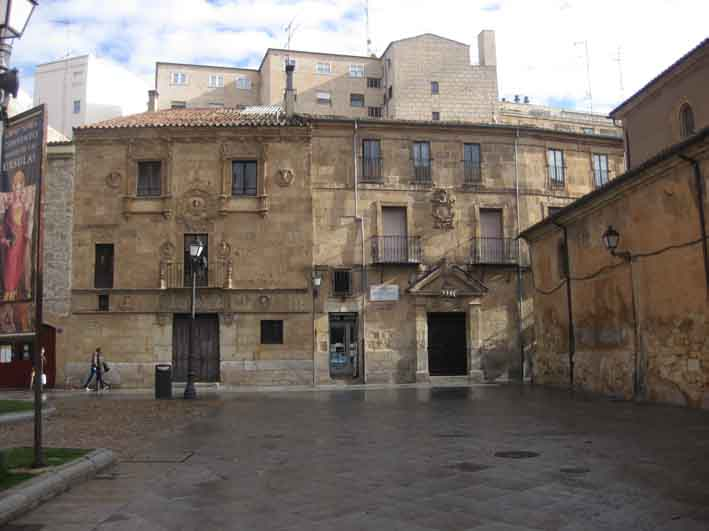
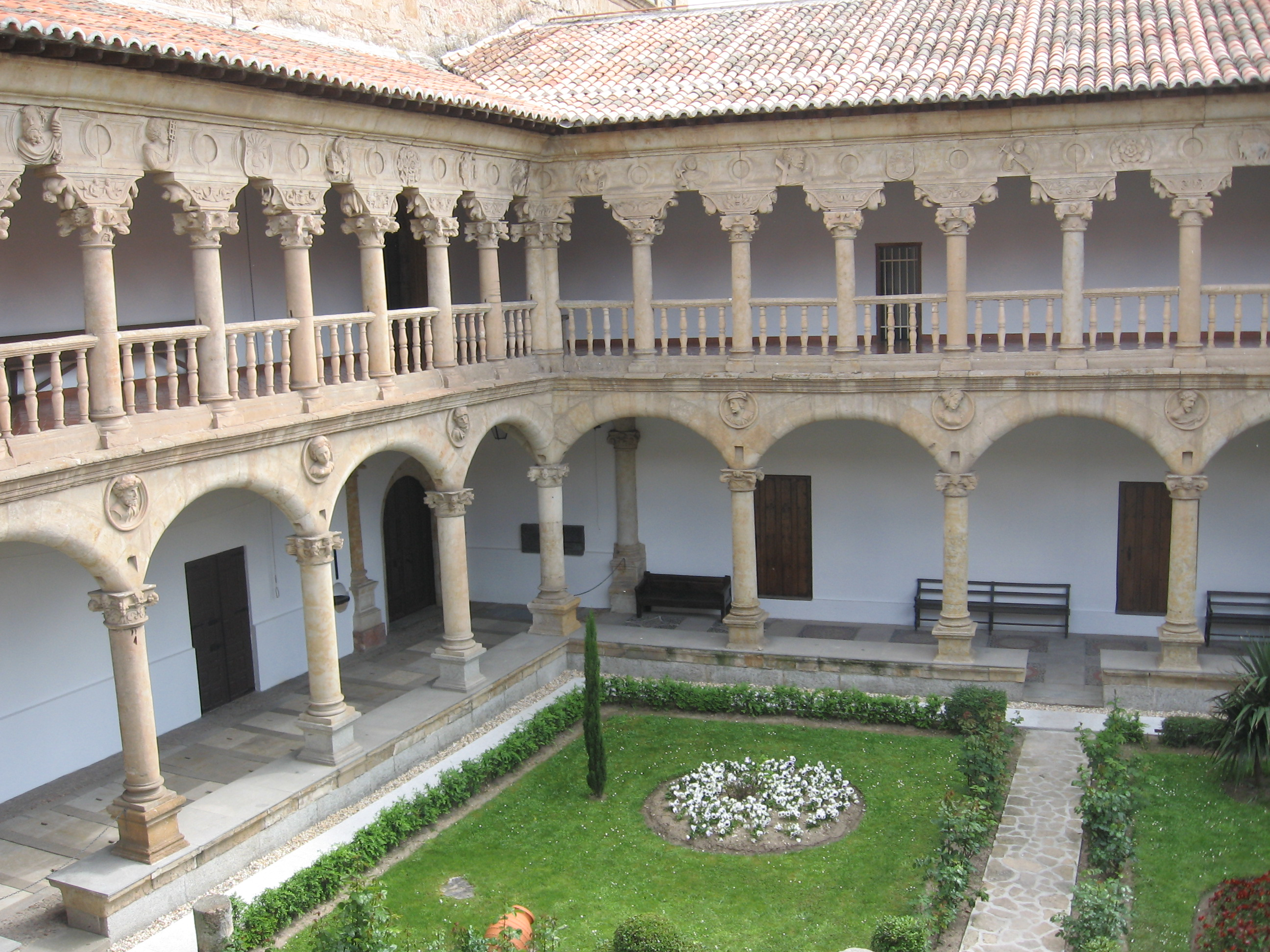
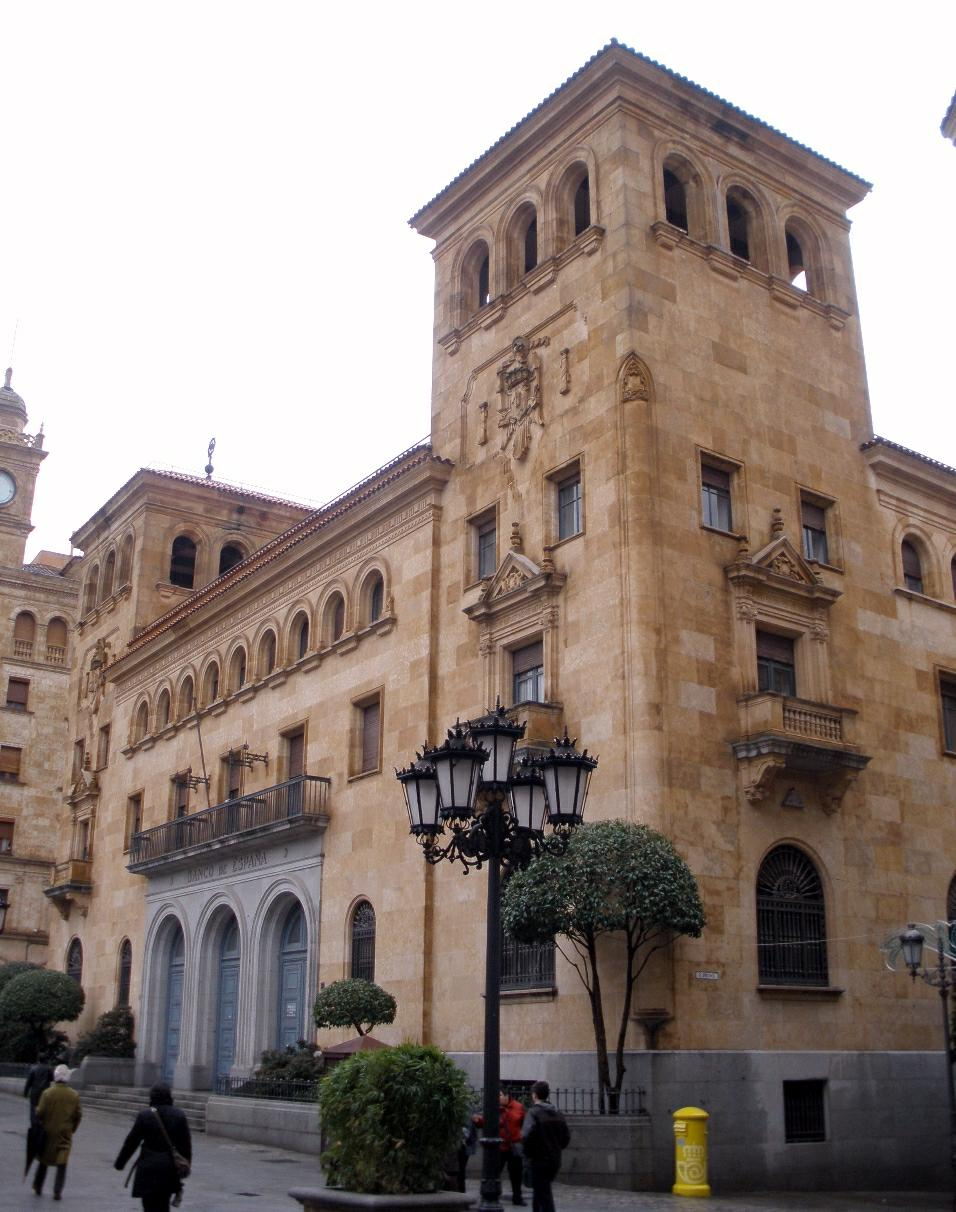
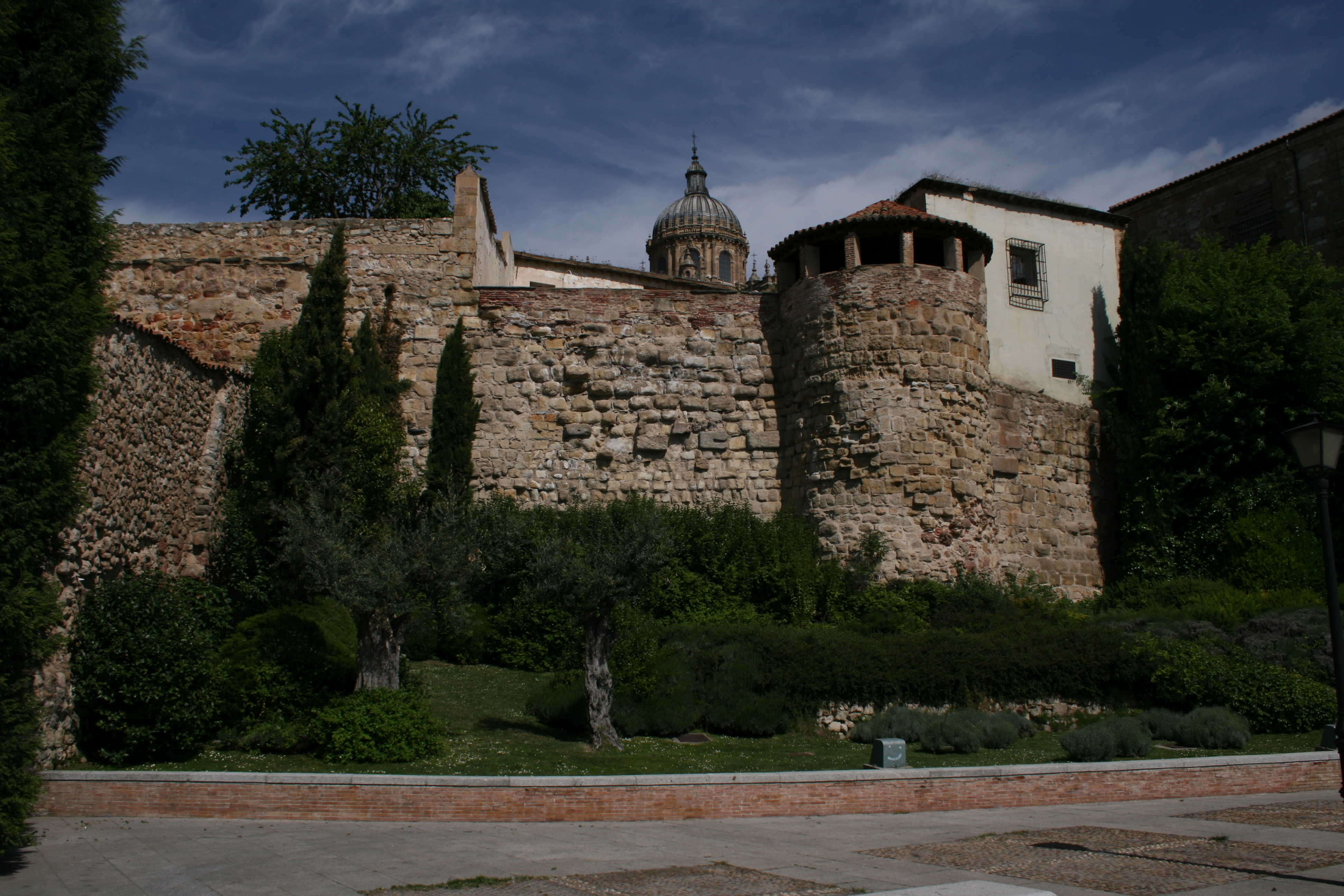
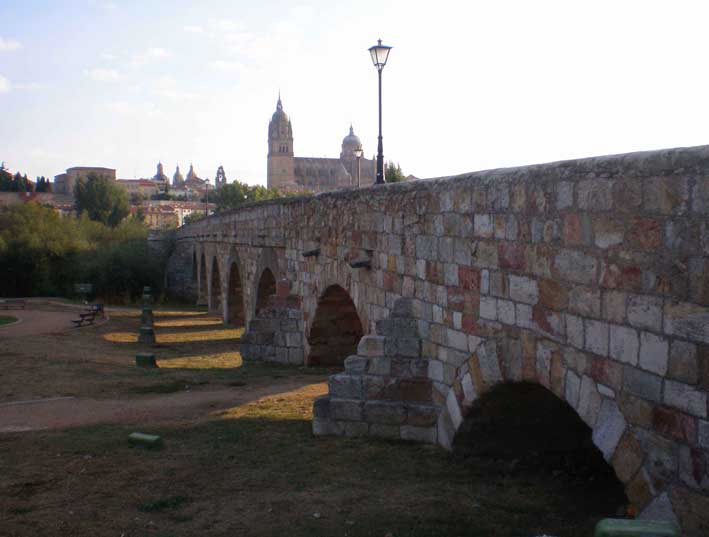
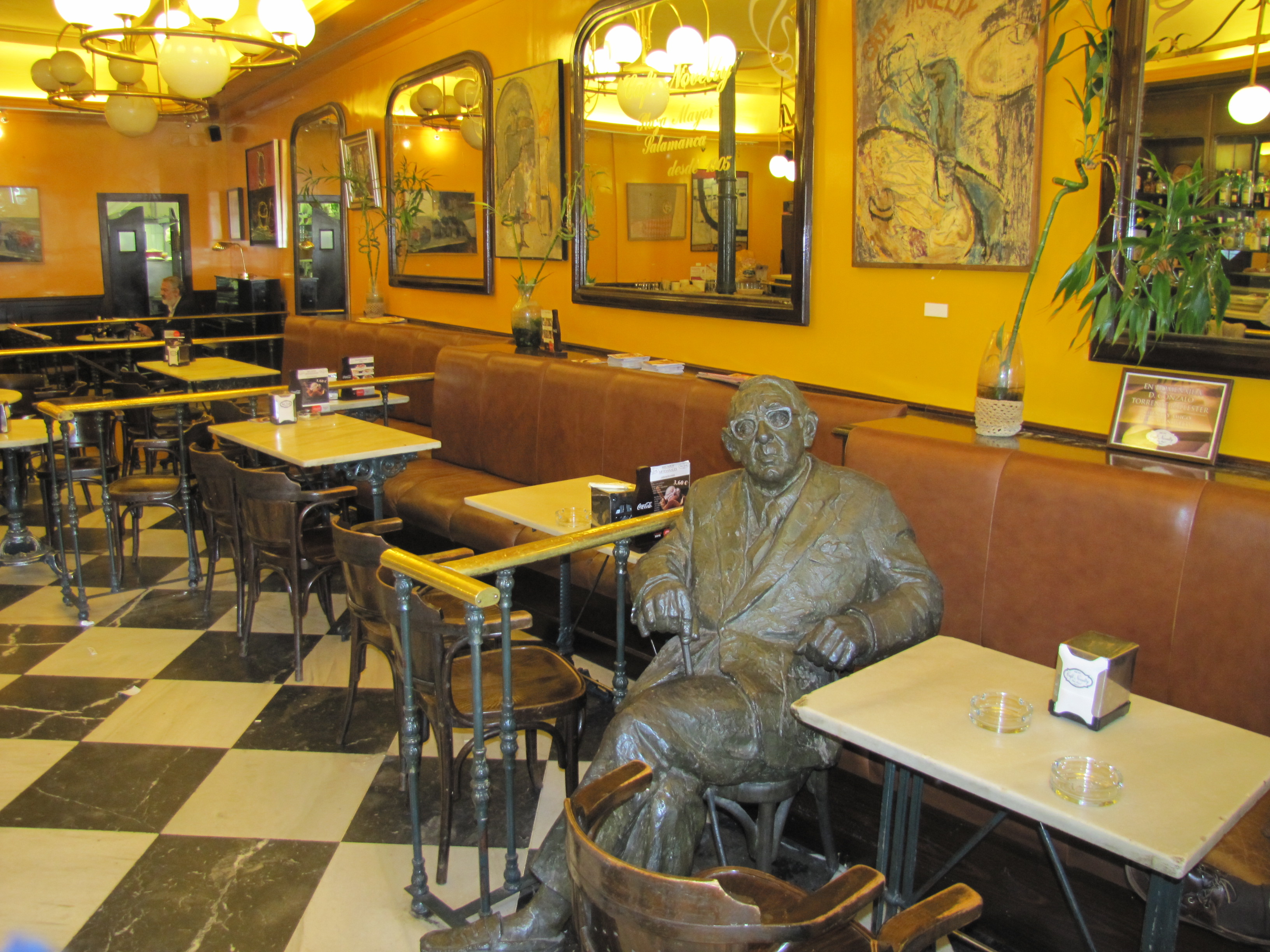